# كيفن ثييل
كيفن ثييل (بالإنجليزية: Kevin Thiele)‏ هو عالم نبات أسترالي، ولد في 1958.